# Séisme de 1755 à Lisbonne
Le séisme de Lisbonne, survenu le 1er novembre 1755, est une catastrophe qui fit entre 50 000 et 70 000 morts parmi les 275 000 habitants de Lisbonne. La secousse fut suivie par un tsunami et des incendies, qui détruisirent dans sa quasi-totalité la capitale. Avec les victimes indirectes, son bilan dépasserait les 100 000 morts. Le tremblement de terre frappa également d'autres régions au Portugal ainsi qu'en Espagne et au Maroc, et le tsunami se propagea jusqu'à l'autre côté de l'océan Atlantique.
Ce tremblement de terre n'ayant pas été enregistré grâce à des sismographes, sa magnitude et son épicentre ont été calculés de manière indirecte, en fonction du contexte géologique et de la répartition des destructions. Les sismologues estiment sa magnitude entre 8,5 et 9,. Son épicentre exact reste discuté, mais se situait dans l'océan Atlantique, probablement à environ 200 km au sud-ouest du cap Saint-Vincent. D'après les études paléosismologiques, le temps de récurrence d'un tel séisme est de l'ordre de 1 500 à 2 000 ans.
La catastrophe intensifia les tensions politiques au Portugal et perturba profondément les ambitions coloniales du pays au XVIIIe siècle. En pleine période des Lumières, cet événement fut par ailleurs amplement discuté par les philosophes européens et inspira de nombreux développements sur le thème de la théodicée ou du sublime. Du côté des scientifiques, il accéléra le mouvement, engagé depuis peu, de la conscience du risque.

## Séisme

### Europe
Le tremblement de terre frappe vers 9 h 40 au matin de la fête catholique de la Toussaint, le 1er novembre. Selon des sources contemporaines[réf. nécessaire], trois secousses distinctes se produisent sur une durée d'une dizaine de minutes, causant de larges fissures (jusqu'à cinq mètres) et dévastant la ville. Les survivants se ruent vers l'espace ouvert et supposé sûr que constituent les quais du port, et y assistent à un reflux de la mer comme ils n'en ont jamais vu, laissant à nu des fonds marins où s'échouent et se disloquent des navires perdant leurs marchandises. Plusieurs dizaines de minutes après le séisme, un énorme tsunami avec des vagues de cinq à quinze mètres de haut submerge le port et le centre-ville situés sur le Tage. Il est suivi de deux nouvelles vagues. Les zones épargnées par le tsunami sont quant à elles touchées par des incendies (les chutes de cheminées favorisant l'éparpillement des feux domestiques) qui font rage pendant cinq jours.

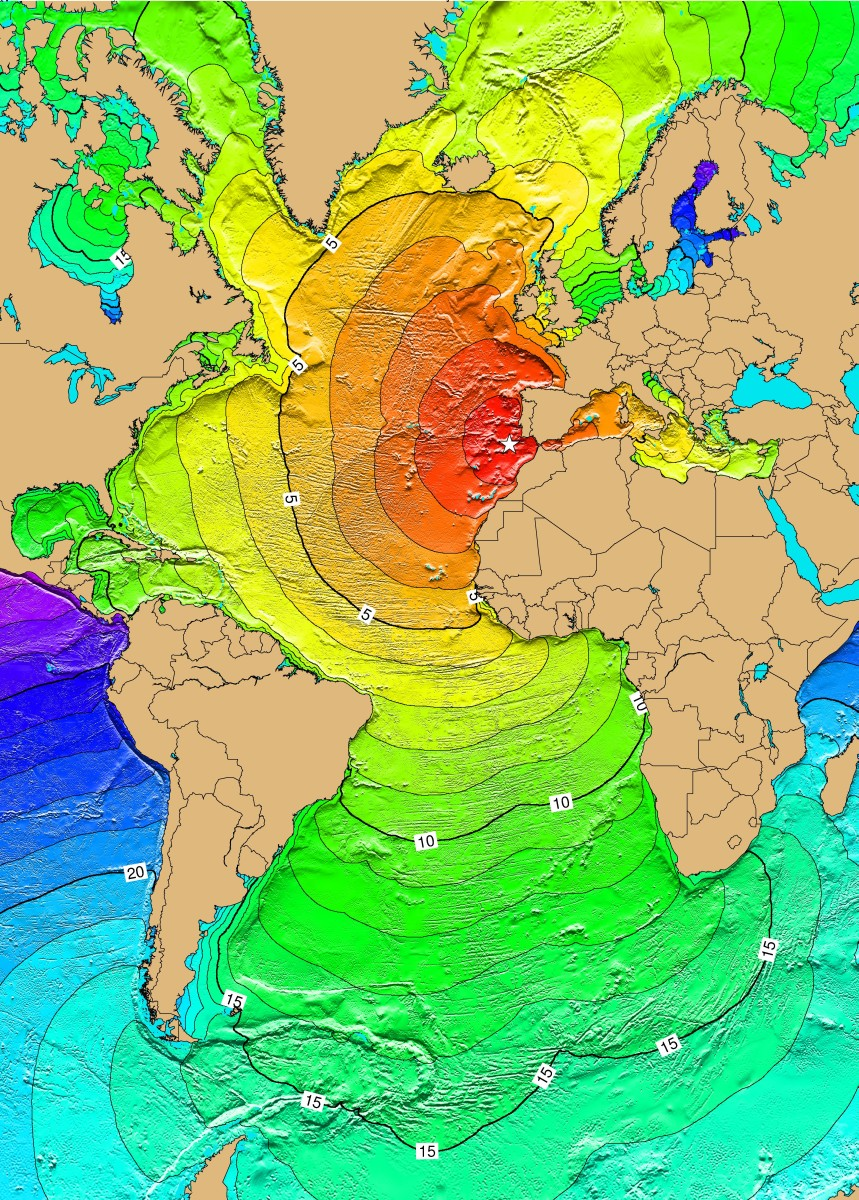
Calculs du temps mis par les tsunamis à travers l'Atlantique le 1er novembre 1755.

Lisbonne n'est pas la seule ville portugaise affectée par la catastrophe : les destructions touchent tout le sud du pays, en particulier l'Algarve. Les secousses du séisme sont ressenties partout en Europe, jusqu'en Finlande. D'autres tsunamis atteignant des hauteurs de vingt mètres frappent les côtes atlantiques de l'Afrique du Nord, ou traversent l'océan Atlantique jusqu'à la Martinique et la Barbade où ils atteignent respectivement des hauteurs de 1,80 et 1,50 m. La vague atteint 3,08 m à Penzance en Cornouailles.
Sur les 275 000 habitants de Lisbonne, environ 60 000 trouvent la mort. D'autres régions grandement affectées sont l'Andalousie et la Galice dont les ports principaux (Cadix, Séville, La Corogne) sont tellement détruits que le commerce maritime mondial s'en trouve bouleversé[réf. nécessaire], le trafic avec les Amériques s'opérant dorénavant avec les ports d'Europe du Nord (France, Pays-Bas, Grande-Bretagne). Ceci a pour conséquence la perte de la suprématie maritime de l'Espagne dans l'Atlantique.
Environ 85 % des bâtiments de Lisbonne sont détruits, y compris les plus célèbres de ses palais et bibliothèques, brillants exemples d'une architecture manuéline du XVIe siècle typiquement portugaise. Plusieurs bâtiments relativement épargnés par le séisme sont détruits par les incendies qui s'ensuivent. Un opéra nouvellement construit, baptisé du nom prémonitoire d'Opéra Phoenix, est réduit en cendres. Le Palais Royal, juste au bord du Tage (actuellement : place Terreiro do Paço), est également détruit : à l'intérieur, les 70 000 volumes de la bibliothèque royale sont perdus, tout comme des centaines d'œuvres d'art dont des peintures de Titien, Rubens et du Corrège. Des archives royales extrêmement précieuses disparaissent, notamment les comptes rendus détaillés des grandes explorations réalisées par Vasco de Gama et d'autres navigateurs.
Le tremblement de terre a par ailleurs raison des principaux édifices religieux de Lisbonne, en particulier la cathédrale Santa Maria Maior, durement éprouvée, les basiliques São Paulo, Santa Catarina, São Vicente de Fora, et enfin l'église de la Miséricorde. L'hôpital royal de Tous les Saints, le plus grand hôpital du monde à l'époque, est consumé par le feu avec plusieurs centaines de ses patients. La tombe du héros national Nuno Álvares Pereira est aussi perdue, et les visiteurs de Lisbonne peuvent encore aujourd'hui se promener parmi les ruines du couvent des Carmes, qui ont été préservées pour rappeler la catastrophe aux Lisboètes.

### Maroc
Dix mille personnes perdent la vie de l'autre côté du détroit de Gibraltar, au Maroc notamment, où les villes côtières (Tanger, Assilah, Larache, Maamora, Salé, Rabat, Mazagan, Anfa, Safi, Essaouira et Agadir) sont ravagées. À Rabat, la colonnade de la tour Hassan est endommagée et le dôme du minaret est détruit,. À Tanger, le tsunami s'est arrêté à deux kilomètres à l'intérieur des terres, au pied des murailles de la médina située sur les hauteurs. À Salé, le tsunami a entraîné des morts et des dégâts importants. La forme de l'estuaire du fleuve Bouregreg a été profondément modifiée. Al-Qadiri, historien marocain qui a été témoin oculaire du séisme à Fès, a rapporté une description précise du tsunami qui a submergé la ville de Salé :

« Et l’on reçut des nouvelles de Salé que la mer se retira très loin et la population de Salé sortit pour contempler ce spectacle ; mais le flot revint vers le rivage et s’avança vers l’intérieur des terres jusqu’à une massâfa (environ cinq à six kilomètres), de nombreuses personnes moururent. Ce flot rencontrant une caravane composée d’un grand nombre de bêtes de somme et de gens se rendant à Marrakech, l’engloutit tout entière. Il emporta toutes les felouques et les barques qui se trouvaient sur le rivage, et une barque fut retrouvée à plus d’une massâfa de la mer… »

D'autres villes marocaines non côtières (Meknès, Fès, etc.) ont durement ressenti le séisme. Celui-ci causa moins de dégâts à Marrakech mais la frayeur de la population y fut grande. Une réplique survenue 18 jours après a été particulièrement meurtrière à Fès et surtout Meknès. Le site romain de Volubilis a subi d'importants dégâts.

## Causes
Les causes géologiques du tremblement de terre et de l'activité sismique de la région continuent à être débattues par les scientifiques de notre époque, qui manquent de données de qualité en sus des récits historiques. Des géologues ont émis l'hypothèse que la faille qui aurait joué lors de cette secousse se trouverait dans le golfe de Cadix. Dans cette région, la plaque tectonique africaine pousse la plaque eurasiatique vers le nord-ouest à la vitesse de quatre millimètres par an. Une partie de la plaque africaine océanique plonge en effet, par un mécanisme de subduction, sous le bloc continental d'Alboran, une microplaque située entre les plaques africaine et eurasiatique.
Entre dix et quarante kilomètres de profondeur, les tensions s'accumulent au point de friction entre les deux plaques pour se relâcher et provoquer un gros séisme analogue à celui de 1755 tous les 1 500 à 2 000 ans. Ce n'est pas le seul scénario de la catastrophe. Des sismologues[Qui ?] évoquent aussi une faille située sous la vallée du Tage, ou encore l'existence d'un haut-fond — appelé le Marquis de Pombal — situé en mer, au sud-ouest du Portugal. Enfin une dernière hypothèse a été soulevée, celle mettant en cause un autre haut-fond, le banc de Gorringe, situé à l'aplomb de la limite des plaques Eurasie et Afrique. La comparaison avec un séisme analogue en 1969 (Mw = 7,3) pourrait aussi montrer qu'il s'agit d'un système compressif (avec une composante décrochante).

## Conséquences immédiates
La famille royale échappa sans dommage à la catastrophe. Le roi Joseph Ier et sa cour s'étaient absentés de la ville après avoir assisté à une messe au lever du soleil, en raison du souhait d'une des filles du roi qui désirait passer des vacances hors de la capitale. Après la catastrophe, Joseph se mit à nourrir une peur incontrôlable à l'idée de vivre entre des murs, et la cour s'installa dans un gigantesque complexe de tentes et de pavillons sur les collines d'Ajuda, à l'époque encore en bordure de Lisbonne. La claustrophobie du roi ne s'apaisa jamais, et ce n'est qu'après sa mort que sa fille Marie Ire entama la construction de l'actuel palais royal d'Ajuda, sur l'ancien site des tentes.

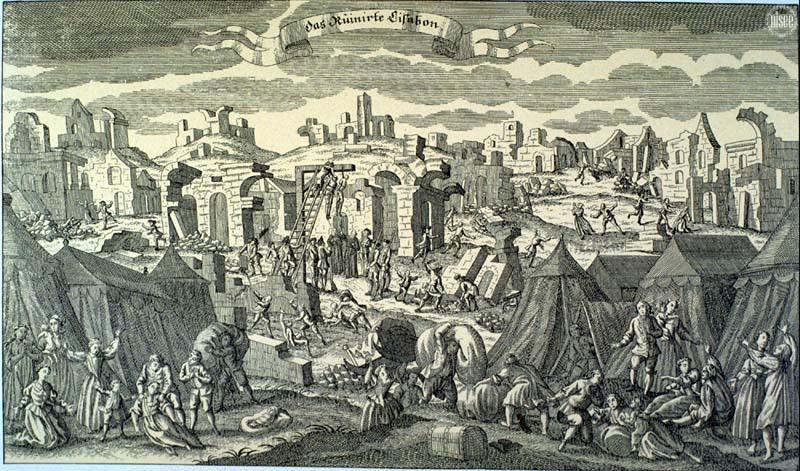
Les ruines de Lisbonne : les survivants habitèrent pour un temps dans des tentes en bordure de la ville, comme le montre cette gravure allemande de 1755.

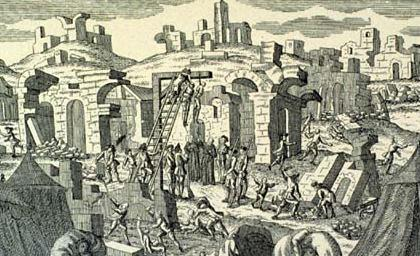
Détail : des exécutions suivirent le séisme. Au moins 34 pilleurs furent pendus, dans le plus complet désordre. Afin de dissuader le pillage, le roi ordonna l'édification d'échafauds en plusieurs endroits de la ville.

Tout comme le roi, le Premier ministre Sebastião de Melo (le futur marquis de Pombal) survécut au tremblement de terre. On lui attribue la citation suivante : « Maintenant ? Enterrez les morts et nourrissez les vivants. » Avec le pragmatisme qui caractérisait ses méthodes de gouvernement, il organisa immédiatement les secours et la reconstruction. Il envoya en ville des équipes de lutte contre le feu afin d'éteindre les flammes au plus vite, et chargea d'autres personnes de rassembler les milliers de cadavres. On ne disposait que de peu de temps pour cette tâche macabre avant de possibles épidémies. Contrairement à la coutume, et malgré les souhaits exprimés par les représentants de l'Église, de nombreux corps furent entassés sur des barques et immergés au large des bouches du Tage. Pour empêcher les désordres en ville, et notamment pour dissuader d'éventuels pilleurs, des potences furent érigées aux endroits les plus visibles : au moins trente-quatre personnes furent exécutées. L'armée portugaise fut mobilisée pour entourer la ville et bloquer la fuite des habitants en état de travailler, afin de les obliger à dégager les ruines.
Peu après le début de la crise, le Premier ministre et le roi engagèrent des architectes et des ingénieurs, et moins d'un an plus tard, Lisbonne était déjà dégagée de ses ruines et en cours de reconstruction. Le roi tint à profiter de cette occasion pour édifier une ville nouvelle et parfaitement ordonnée : les grandes places et les larges avenues devaient caractériser la nouvelle Lisbonne. À quelqu'un qui l'interrogeait sur l'utilité de rues aussi spacieuses, le marquis de Pombal répondit qu'« un jour, elles seront petites ».
Les bâtiments construits sous l'égide de Pombal comptent parmi les premiers exemples de constructions antisismiques en Europe grâce à l'emploi de la cage pombaline (gaiola pombalina) insérée dans la maçonnerie des nouveaux immeubles. De petits modèles en bois furent construits pour procéder à des tests, et des tremblements de terre furent simulés en faisant défiler des troupes autour[réf. souhaitée]. Le nouveau centre-ville de Lisbonne, connu désormais sous le nom de « centre pombalin » (Baixa Pombalina), est aujourd'hui l'une des attractions touristiques les plus prisées de la ville. Des quartiers d'autres villes portugaises furent aussi reconstruits selon les principes de Pombal, comme Vila Real de Santo António en Algarve.
Par ailleurs, cette catastrophe, qui causa des dommages très coûteux, mit fin à l'âge d'or du Portugal. Le port de Lisbonne fut très touché, et la vie économique, très bouleversée, mit le Portugal en retrait dans la poursuite de l'aventure coloniale, au profit de la Grande-Bretagne.
Le nombre de victimes, directes et indirectes, est estimé à 40 000 ou 45 000 morts. La catastrophe a coûté au Portugal entre 32 et 48 % de son produit intérieur brut, soit l'équivalent de 3,7 milliards d'euros.

## Implications politiques et philosophiques

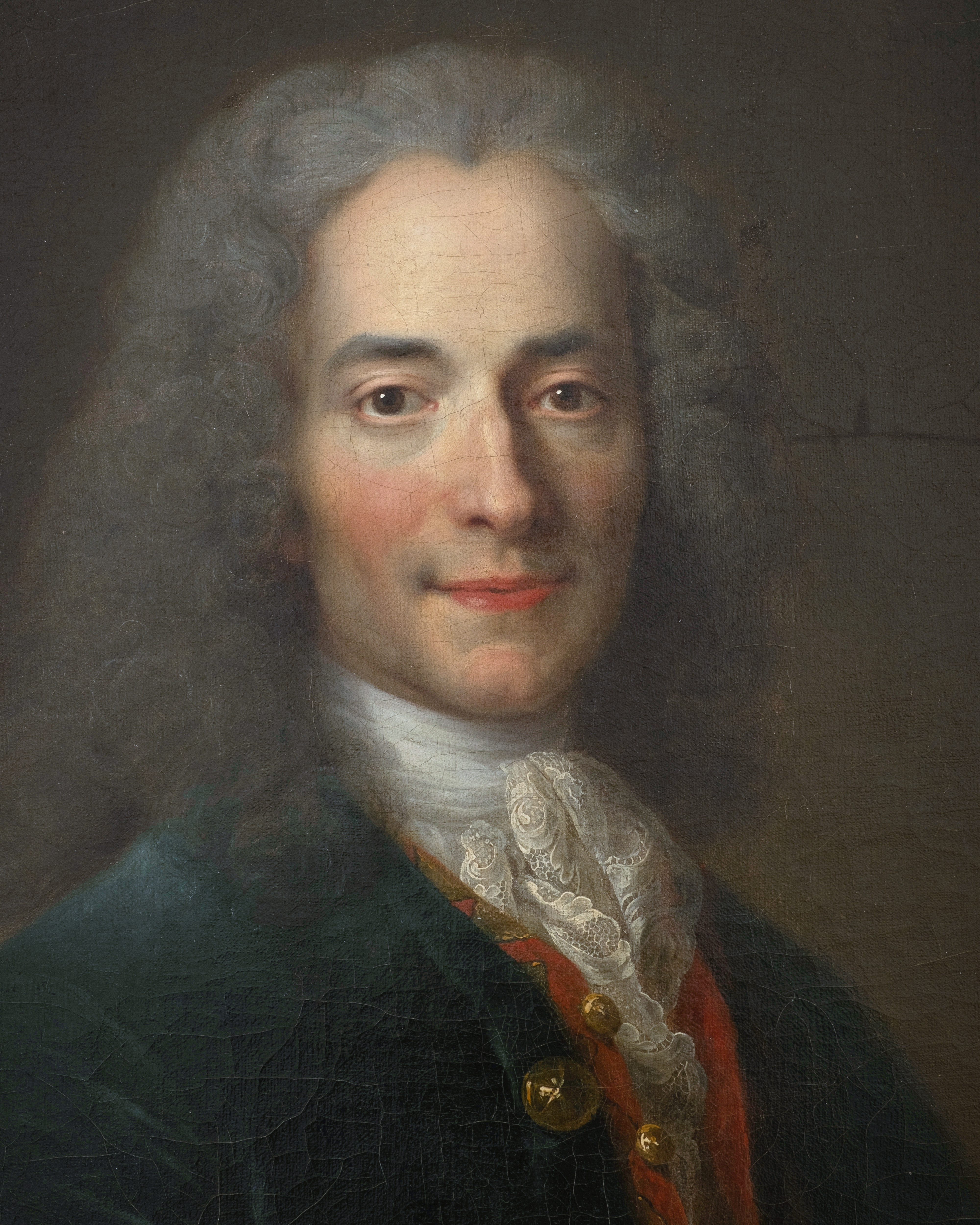
Voltaire.

Le tremblement de terre secoua bien plus que des villes et des bâtiments. Lisbonne était, et demeure, la capitale d'un pays profondément catholique, qui était réputé pour la foi de ses habitants et la vigueur de l'évangélisation dans ses colonies. La catastrophe survint de plus le jour d'une fête catholique essentielle et détruisit la plupart des églises et édifices religieux les plus importants. La théologie et la philosophie du XVIIIe siècle pouvaient difficilement expliquer une telle manifestation de colère divine.
Le tremblement de terre exerça une forte influence sur de nombreux penseurs européens de l'époque des Lumières. Plusieurs d'entre eux mentionnèrent ou firent allusion à cet événement dans leurs écrits, notamment Voltaire dans Candide (chapitres 5 et 6) ou dans son Poème sur le désastre de Lisbonne. Le caractère arbitraire avec lequel les personnes mouraient ou survivaient fut souligné par Voltaire dans la critique du « meilleur des mondes possibles » qui l'opposait à Leibniz. Comme l'a écrit Theodor Adorno en 1966, « le tremblement de terre de Lisbonne suffit à guérir Voltaire de la théodicée de Leibniz » (Dialectique Négative, 361). Une violente controverse s'est d'ailleurs déroulée entre Voltaire et Rousseau au sujet de l'optimisme et de la question du mal sur la Terre, un thème qui suscitait de nombreux débats entre théologiens, philosophes et savants au XVIIIe siècle. D'autres auteurs du XXe siècle, à la suite d'Adorno, ont rapproché cette catastrophe de la Shoah, en ce sens que les deux événements ont eu un impact suffisamment bouleversant pour transformer la culture et la philosophie européennes.

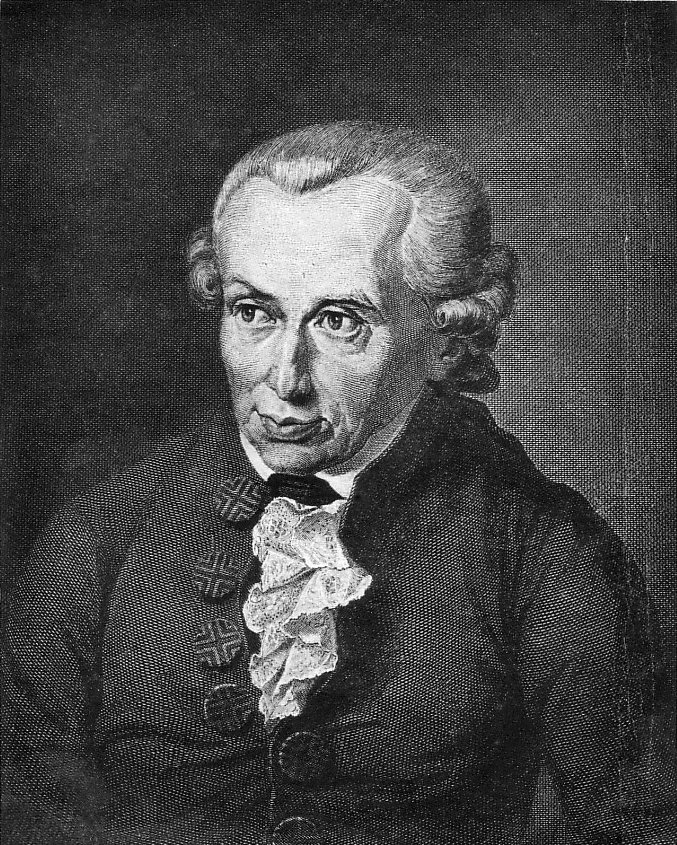
Kant.

Le concept philosophique du sublime, bien qu'il soit apparu avant 1755, a été développé et fortement valorisé par Emmanuel Kant, qui a tenté de saisir toutes les implications du séisme de Lisbonne. Fasciné par la catastrophe, le jeune Kant collecta toutes les informations qui lui étaient accessibles et les utilisa pour formuler dans trois textes successifs une théorie sur la cause des séismes. Sa théorie, qui reposait sur le mouvement de gigantesques cavernes souterraines remplies de gaz chauds, fut démentie par la science moderne, mais représentait néanmoins la première tentative d'expliquer un tremblement de terre par des facteurs naturels et non surnaturels. Selon Walter Benjamin, le petit livre de Kant sur les séismes « représente probablement les débuts de la géographie scientifique en Allemagne, et très certainement ceux de la sismologie ».
Werner Hamacher a même avancé que le tremblement de terre a eu un impact sur le vocabulaire philosophique, fragilisant la métaphore traditionnelle du « fondement » des théories : « Sous l'influence du tremblement de terre de Lisbonne, qui a touché l'esprit européen à une époque des plus sensibles, la métaphore du fondement a complètement perdu son apparente innocence ; elle n'était désormais plus une simple figure de style. » Hamacher affirme que les certitudes bien fondées de René Descartes ont commencé à être ébranlées à la suite du séisme.
Pour la vie politique interne du Portugal, le tremblement de terre fut dévastateur. Le Premier ministre du roi était un favori, mais l'aristocratie le méprisait pour ses origines de simple écuyer de campagne (son titre de marquis de Pombal ne lui fut octroyé qu'en 1770). Le Premier ministre, en retour, détestait les nobles de souche, qu'il considérait comme corrompus et incapables de la moindre action. Avant le 1er novembre 1755, la lutte pour le pouvoir et les faveurs du roi était constante, mais la très grande compétence dont fit preuve le marquis après la catastrophe eut pour effet de couper les vieilles factions aristocratiques du pouvoir. Une opposition silencieuse et rancunière commença à se former à l'encontre du roi Joseph Ier, qui atteignit son paroxysme lors d'une tentative d'assassinat du roi, suivie de l'élimination du puissant duc d'Aveiro et de la famille Távora (voir « Procès des Távora »).

## Naissance de la sismologie
L'action du Premier ministre ne se limita pas aux questions pratiques de la reconstruction. Le marquis ordonna également qu'un questionnaire soit envoyé à toutes les paroisses du pays à propos du séisme et de ses effets. Y figuraient entre autres les questions suivantes.
- Combien de temps a duré le tremblement de terre ?
- Combien de répliques ont été ressenties ?
- Quel type de dommage a été causé ?
- Les animaux ont-ils eu un comportement étrange ? (Cette question anticipait les études réalisées pendant les années 1960 par des sismologues chinois.)
- Qu'est-il arrivé aux puits et aux points d'eau ?

Les réponses à ces questions, ainsi qu'à d'autres, sont toujours conservées dans la tour de Tombo, le centre des archives nationales. En étudiant et en recoupant les comptes-rendus des différents prêtres, les chercheurs modernes ont été en mesure de reconstituer la catastrophe d'un point de vue scientifique, ce qui eût été impossible sans l'enquête menée par le marquis de Pombal. Ce dernier, par conséquent, est souvent considéré comme un précurseur de la sismologie contemporaine.
Ce séisme du 1er novembre 1755 a eu une importance capitale pour la sismologie. Il a donné l'occasion à Kant d'écrire une monographie à son sujet et de mener une longue réflexion sur les causes des séismes : « Les tremblements de terre nous révèlent que, vers la surface, la terre est creusée de cavernes, et que, sous nos pieds, des galeries de mines secrètes courent de toutes parts en de multiples dédales. Ceci sera sans aucun doute établi par les progrès dans l'histoire des tremblements de terre. […] Les cavités contiennent toutes un feu ardent, ou du moins une matière combustible qui n'a besoin que d'une légère stimulation pour faire rage avec furie alentour et ébranler ou même fendre le sol au-dessus. »
Le séisme a également provoqué de nombreuses publications, ainsi que des sermons et poèmes (Poème sur le désastre de Lisbonne, de Voltaire, et la réaction de Jean-Jacques Rousseau à ce poème, Lettre sur la Providence). De nombreux scientifiques proposèrent ou adaptèrent des théories (Tobias Mayer, astronome allemand, Johan Friedrich Jacobi, mathématicien allemand, Johann Gottlob Kruger, médecin et philosophe allemand, ou John Michell, géologue et astronome britannique). Cette réflexion scientifique était cependant déjà engagée et la catastrophe de Lisbonne n'a fait que l'amplifier. Car pour ne parler que de la France, 751 séismes ont touché le territoire français aux XVIIe et XVIIIe siècles. Ainsi, quatre tremblements de terre ont marqué le règne de Louis XIV : le 21 juin 1660 dans les Pyrénées (coïncidant avec le mariage du roi), le 12 mai 1682 dans les Vosges, le 14 août 1708 en haute Provence et le 6 octobre 1711 dans le Poitou. Au siècle des Lumières, les années 1750 constituent un autre moment de forte activité sismique. En conséquence, dès les années 1740, les membres de l'Académie des sciences se sont penchés sur les phénomènes sismiques.

## Culture populaire
- 1898 - La Guerre des mondes de H.G. Wells. Le tremblement de terre est cité au chapitre XIII où la possible arrivée des Martiens à Londres est comparée au tremblement de terre de Lisbonne[22].
- 2014 - Assassin's Creed Rogue. Dans le jeu vidéo, le personnage principal Shay Cormac se retrouve responsable malgré lui du tremblement de terre, ce qui renvoie au concept de théodicée[23].
- 2015 - Album concept 1755 du groupe de métal portugais Moonspell[24].